# Olha Saventjuk
Olha Jurijivna Saventjuk (ukrainska: Савенчук Ольга Юріївна), född 20 maj 1988 är en ukrainsk volleybollspelare (spiker).
Hon blev utsedd till mest värdefulla spelare vid Ungdomseuropamästerskapet i volleyboll för flickor 2005, en tävling som hon hjälpte Ukraina vinna. Hon har spelat 33 landskamper med seniorlandslaget.

## Klubbar
| År        | Klubb                                 | Liga, Land                                         |
| --------- | ------------------------------------- | -------------------------------------------------- |
| 2002-2005 | Kruh Tjеrkаsy                         | Superliha, Ukraina                                 |
| 2005-2006 | VK Sieverodontjanka                   | Superliha, Ukraina                                 |
| 2006-2007 | ZHVK Dinamo Moskva                    | Ryska superligan, Ryssland                         |
| 2007-2008 | VK Lipetsk-Indesit                    | Ryska superligan, Ryssland                         |
| 2008-2010 | VK Sieverodontjanka                   | Superliha, Ukraina                                 |
| 2010-2011 | Beşiktaş JK                           | Sultanlar Ligi, Turkiet                            |
| 2011-2012 | CSV 2004 Tomis Constanța              | Divizia A1, Rumänien                               |
| 2011-2012 | Maccabi Haifa                         | Första divisionen, Israel                          |
| 2012-2014 | VK Chimik                             | Superliha, Ukraina                                 |
| 2014-2015 | Azərreyl QVK                          | Voleybol üzrə Azərbaycan Superliqası, Azerbajdzjan |
| 2015-2016 | Trefl Sopot                           | Tauron Liga, Polen                                 |
| 2015-2016 | Entente Sportive Le Cannet-Rocheville | Ligue A, Frankrike                                 |
| 2016-2017 | RC Cannes                             | Ligue A, Frankrike                                 |
| 2017-2018 | Maccabi Hadera                        | Första divisionen, Israel                          |
| 2018-2020 | Thompson Rivers University            | U Sports women's volleyball championship, Kanada   |